# روكلاند (مقاطعة براون)
روكلاند، مقاطعة براون (بالإنجليزية: Rockland, Brown County, Wisconsin)‏ هي بلدة تقع بولاية ويسكونسن في الولايات المتحدة. تبلغ مساحتها 59.2 (كم²)، وترتفع عن سطح البحر 219 م، بلغ عدد سكانها 1522 نسمة في عام 2000 حسب إحصاء مكتب تعداد الولايات المتحدة وتصل الكثافة السكانية فيها 26.3 نسمة/كم2.

## أعلام
- جيروم مارتن
- جوزيف مارتن

## وصلات خارجية
- The US50 - Cities and Towns in Wisconsin State
- Wisconsin Cities and Towns, Facts, Map, Flag, Colleges, Government, and More